# Lasiopodomys fuscus
Lasiopodomys fuscus es una especie de roedor de la familia Cricetidae.

## Hábitat
Su hábitat natural es  clima templado pastizales

## Distribución geográfica
Se encuentra sólo en China. 